# Franz Burkhard (Architekt)
Franz Burkhard (* 18. Juni 1877 in Frankfurt am Main; † 3. Mai 1938 ebendort) war ein deutscher Architekt und Bauunternehmer.

## Leben
Burkhards Familie stammte aus Eppstein im Taunus; sein Vater Franz Josef Burkhard war Metzgermeister, seine Mutter war Maria Magdalena Dörr. In seiner Studienzeit an der Technischen Hochschule in Darmstadt wurde er im Wintersemester 1896/97 Mitglied der Burschenschaft Markomannia. Im Jahr 1903 heiratete er Katharine Josefine Burkhard, geb. Burkhard, aus Sindlingen, Tochter eines Bauunternehmers.
Seit 1905 beriet Burkhard den Besitzer der Eppsteiner Burgruine, den Fürsten Christian-Ernst zu Stolberg-Wernigerode, zu den Fragen der Sicherung und Erhaltung des Bauwerks. 1907 wurde er als Verwalter eingesetzt, eine Tätigkeit, die er bis zu seinem Tode ausübte. 1913 fanden aufgrund der Initiativen Burkhards in der gesicherten Ruine die ersten Burgfestspiele statt. Zu seinen Arbeiten hielt er Vorträge und machte Werbung für den Erhalt des Bauwerks und allgemein für Eppstein. 
Bei den Sicherungsarbeiten betätigte sich der Architekt aufgrund der Funde in verschiedenen Bereichen der Burg auch als Archäologe. Zu den untersuchten Bereichen gehörten der Lange Stall, Bettelbub, der Burgbrunnen, die Ostfassade des Palas und das Treppenhaus an der Kemenate. Es entstand in dieser Zeit der erste umfassende Plan der gesamten Burganlage.
Daneben betrieb er ab 1903 die Bauunternehmung Burkhard & Porcher in Frankfurt am Main.
Franz Burkhard ist in einem Ehrengrab der Burgstadt Eppstein, In den Amtsmannswiesen, bestattet.

## Ausstellung
- 2016: Alte Mauern bergen Visionen. Burgarchitekt Franz Burkhard als Forscher, Ausgräber und Stadtplaner. Burgmuseum, Eppstein.[3]